# John Alexander Herbert
Pour les articles homonymes, voir Herbert.
John Alexander Herbert, né en 1862 et mort en 1948, est un conservateur de musée britannique, membre de la Society of Antiquaries of London.